# Franco Platero
Franco Emanuel Platero Figueroa (San Juan, 22 luglio 1992) è un hockeista su pista argentino.

## Palmarès
- Coppa Italia: 1

Amatori Lodi: 2015-2016
- Supercoppa italiana: 1

Amatori Lodi: 2016
- Campionato italiano: 2

Amatori Lodi: 2016-2017
Forte dei Marmi: 2018-2019
- Coppa del Re: 1

Deportivo Liceo: 2021